# Diego Tur
Diego Tur (født 3. oktober 1971 i København) er en tidligere dansk fodboldspiller og vinder af Robinson Ekspeditionen 2006. På toppen af sin karriere spillede Diego Tur som forsvarsspiller for FCK mellem 1992 og 2001. Tur har en dansk mor og en spansk far.

## Kluboversigt
Diego Tur spillede for følgende klubber:
- FC Roskilde (fra og med 2. januar 2006)[4]
- BK Frem (2003-2005) – 30 kampe
- AaB (2002[5]-2003) – 30 kampe
- AB (2002, udlejet fra FCK)
- FC København (1992-2002) – 225 kampe / 15 mål
- B 1903 (1989-1992) – 100 kampe
- BS 72 (Albertslund)

## Spillerhæder
- 1987 Årets U16-talent

## Efterfølgende YouTube-berømmelse
I Superliga-sæsonen 1998-99 var Diego Tur involveret i en mindre batalje med AGF-spilleren Bo Nielsen. Efterfølgende er tv-klippet, hvor man ser Diego Tur give Bo Nielsen et knips på øret blevet en YouTube-klassiker og bliver hyppigt brugt til at illustrere, hvor ynkeligt skuespil i fodbold kan være.